# Wavrechain-sous-Faulx
Wavrechain-sous-Faulx är en kommun i departementet Nord i regionen Hauts-de-France i norra Frankrike. Kommunen ligger i kantonen Bouchain som tillhör arrondissementet Valenciennes. År 2022 hade Wavrechain-sous-Faulx 432 invånare.

## Befolkningsutveckling
Antalet invånare i kommunen Wavrechain-sous-Faulx
| Referens: INSEE |